# Cách mạng 19 tháng 4

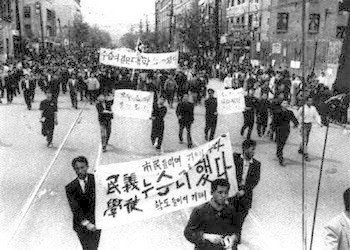
Cách mạng 19 tháng 4

Cách mạng 19 tháng 4 (tiếng Hàn Quốc: 4·19 혁명) là một cuộc nổi dậy quần chúng vào tháng 4 năm 1960, dưới sự lãnh đạo của các nhóm lao động và sinh viên, lật đổ chế độ độc tài Đệ nhất Cộng hòa dưới quyền Lý Thừa Vãn. Sự kiện dẫn đến việc Lý Thừa Vãn từ chức và Hàn Quốc chuyển sang chính thể Đệ nhị Cộng hòa. Các sự kiện bùng nổ khi phát hiện được tại bến cảng Masan thi thể của một học sinh thiệt mạng do lựu đạn hơi cay trong cuộc tuần hành chống tuyển cử tháng 3 năm 1960.

## Bối cảnh
Tổng thống Lý Thừa Vãn nhậm chức từ năm 1948, song phải đối diện với bất mãn ngày càng tăng trong nước do sự thống trị của ông đã gây hạn chế trong phát triển kinh tế và xã hội, trong khi được nhìn nhận là hủ bại khi ông sửa hiến pháp để gia hạn thời gian nắm quyền của mình. Hoa Kỳ giảm viện trợ kinh tế từ mức 382.893.000 đô la Mỹ vào năm 1957 xuống mức 222.204.000 vào năm 1959. Lý Thừa Vãn cảm thấy bất ngờ và bị đe dọa do người Mỹ giảm viện trợ và ông bắt đầu dùng các biện pháp ngày càng tuyệt vọng nhằm đảm bảo sự sinh tồn chính trị của bản thân. Trong tháng 12 năm 1958, ông buộc Quốc hội phải thông qua một sửa đổi luật an ninh quốc gia để trao cho chính phủ các quyền hạn mới có phạm vi rộng để áp chế tự do báo chí, nhằm ngăn chặn các thành viên của phe đối lập bỏ phiếu.
Trong cuộc bầu cử tổng thống năm 1960, có hai đảng lớn chạy đua chống Lý Thừa Vãn. Đảng Tiến bộ nhận được một triệu phiếu bầu trong bầu cử tổng thống năm 1956, với đại diện là Tào Phụng Nham (Cho Pong-am), còn đại biểu của đảng Dân chủ là Triệu Bỉnh Ngọc (Cho Pyong-ok). Trong tháng 7 năm 1959, Lý Thừa Vãn vu khống Cho Pong-am là một phần tử cộng sản, nhân vật này bị giam và nhanh chóng bị hành quyết. Cho Pyong-ok đến Hoa Kỳ để phẫu thuật dạ dày, song qua đời tại đó do bị một cơn đau tim. Việc hai đối thủ của Lý Thừa Vãn đều qua đời được công chúng cho là quá mức đối với trùng hợp ngẫu nhiên, họ nhận định chúng là kết quả của hủ bại.
Đối với bầu cử riêng rẽ phó tổng thống, Lý Thừa Vãn quyết định giúp môn đồ của mình là Lý Khởi Bằng (Lee Ki-poong) đắc cử. Lee Ki-poong chạy đua cùng Trương Miễn (Chang Myon) của Đảng Dân chủ, nhân vật này là cựu đại sứ Hàn Quốc tại Hoa Kỳ trong Chiến tranh Triều Tiên. Ngày 15 tháng 3, Lee Ki-poong dù đương thời hầu như đều nằm liệt giường vẫn chiến thắng với khoảng cách rộng bất thường, được 8.225.000 phiếu, trong khi Chang Myon chỉ nhận được 1.850.000 phiếu. Quần chúng nhận thức rõ ràng rằng bầu cử có gian lận. Theo một tường thuật, Đảng Dân chủ bị cấm chỉ tập hợp trên toàn quốc, và hàng trăm lá phiếu đánh dấu trước được nhét vào hòm phiếu trong ngày bầu cử.

## Biểu tình Masan và cái chết của Kim Ju-Yul
Ngày 15 tháng 3 năm 1960, một cuộc kháng nghị chống gian lận bầu cử diễn ra tại Masan, Gyeongsang Nam. Cuộc kháng nghị bắt nguồn từ việc các thành viên Đảng Dân chủ vạch trần gian lận bầu cử, khiến khoảng một nghìn cư dân Masan tụ tập trước trụ sở của Đảng Dân chủ tại Masan vào khoảng 7:30 tối. Các công dân phải đối diện với cảnh sát, cảnh sát bắn vào nhân dân và nhân dân phản ứng bằng cách ném đá vào cảnh sát.
Ngày 11 tháng 4, thi thể của Kim Chu Liệt (Kim Ju-yul) được một ngư dân phát hiện tại bến cảng tại Masan. Kim Ju-yul đang là học sinh tại Trường Trung học Thương nghiệp Masan, anh mất tích trong cuộc bạo loạn Masan vào ngày 15 tháng 3. Nhà chức trách thông báo rằng khám nghiệm tử thi xác nhận nguyên nhân tử vong của Kim Ju-yul là do bị chết đuối, song nhiều người bác bỏ giải thích này. Một số người thị uy cố vào trong bệnh viện, họ phát hiện xương đầu của Kim Ju-yul bị một lựu đạn hơi cay dài 20 cm tách ra, xuyên từ mắt đến phía sau của đầu, cho thấy cảnh sát đã bắn hơi cay ở một góc dưới 45 độ, điều này có thể gây tử vong nếu bắn thẳng vào mặt của một người. Chế độ Lý Thừa Vãn nỗ lực kiểm duyệt tin tức về sự kiện, song các câu chuyện được truyền thông Hàn Quốc tường thuật cùng với một bức hình của Kim Ju-yul khi thi thể của anh được phát hiện đầu tiên, và được truyền ra thế giới thông qua AP. Sự kiện này gây bất ngờ cho toàn quốc và trở thành cơ sở cho một phong trào quốc gia chống lại gian lận bầu cử vào ngày 19 tháng 4. Tại Masan, nổ ra hoạt động kháng nghị đại quy mô kéo dài trong ba ngày, dẫn đến các xung đột bạo lực hơn nữa.
Tổng thống Lý Thừa Vãn tuyên bố rằng Đảng Lao động Triều Tiên của miền Bắc đứng sau các cuộc kháng nghị Masan trong một nỗ lực nhằm thay đổi tiêu điểm. Sau đó, một ủy ban điều tra của Quốc hội phát hiện thấy rằng việc cảnh sát khai hỏa vào đám đông không với mục đích giải tán đám đông, mà là giết những người kháng nghị. Sau đó, tiết lộ tại một phiên tòa hình sự cho thấy rằng cảnh sát trưởng Park Jong-pyo, là người hạ lệnh khai hỏa vào đám đông kháng nghị, đã buộc đá vào thi thể của Kim Ju-yul và ném ra biển để ngăn thi thể nổi lên.

## Kháng nghị tại Seoul
Ngày 18 tháng 4, các sinh viên từ Đại học Cao Ly phát động một cuộc kháng nghị phi bạo lực tại Quốc hội chống lại bạo lực của cảnh sát và yêu cầu tiến hành cuộc bầu cử mới, tuy nhiên họ bị các băng đảng do những người ủng hộ Lý Thừa Vãn tài trợ hành hung khi họ trở về trường.
Ngày 19 tháng 4, hàng nghìn sinh viên tuần hành từ Đại học Cao Ly đến Nhà Xanh, khi họ tuần hành qua các trường trung học và đại học khác, số lượng của họ lên đến hơn 100.000. Đám đông đến Nhà Xanh, kêu gọi Lý Thừa Vãn từ chức. Cảnh sát khai hỏa vào những người kháng nghị, sát hại khoảng 180 người và làm bị thương hàng nghìn người. Ngày hôm đó, chính phủ Lý Thừa Vãn tuyên bố thiết quân luật nhằm dập tắt biểu tình.
Ngày 25 tháng 4 năm 1960, các giáo sư cùng tham gia với sinh viên và cư dân trong một hoạt động kháng nghị quy mô lớn, các quân nhân và cảnh sát viên từ chối tấn công những người thị uy.

## Lý Thừa Vãn từ chức
Ngày 26 tháng 4 năm 1960, Tổng thống Lý Thừa Vãn từ chức. Lee Ki-poong bị đổ lỗi cho hầu hết hủ bại trong chính phủ.
Ngày 27 tháng 4 năm 1960, Lee Ki-Poong và toàn thể gia đình tự sát. Ngày 28 tháng 4, Bộ trưởng Bộ Nội vụ Choi In-Kyu và Cảnh sát trưởng từ chức để chịu trách nhiệm về sự kiện Masan.

## Hậu quả
Sau khi Lý Thừa Vãn từ chức và Lee Ki-poong tự sát, quyền thống trị của chính phủ Đảng Tự do kết thúc. Hàn Quốc chấp thuận một hệ thống nghị viện nhằm loại bỏ quyền lực khỏi văn phòng tổng thống, Yun Bo-seon được bầu làm tổng thống vào ngày 13 tháng 8 năm 1960, thực quyền được trao cho thủ tướng Chang Myon.
Ngày 16 tháng 5 năm 1961, sau nhiều tháng bất ổn chính trị, tướng Park Chung-hee tiến hành chính biến, lật đổ Đệ nhị Cộng hòa, thay thế bằng một chính quyền quân sự và sau đó là chế độ độc tài Đệ tam Cộng hòa.